# Cortes Gerais (Espanha)
As Cortes Gerais (castelhano: Cortes Generales) são o Parlamento espanhol, constituído e regulado no título III da Constituição. De acordo com ela, são as representantes do povo espanhol, tendo uma configuração bicameral assimétrica, compostas por: 
- o Senado, considerado a câmara alta; e
- o Congresso dos Deputados, conhecido como a câmara baixa.

Em representação do povo espanhol, exercem os aspetos essenciais da soberania nacional: possuem a potestade legislativa, aprovam o Orçamento Geral do Estado (Presupuestos Generales del Estado), controlam a ação do governo e desempenham o resto das funções que lhes atribui a Constituição.

## Natureza
A constituição espanhola, seguindo o princípio de divisão de poderes exposto por Montesquieu, define e regula os três poderes básicos: legislativo, executivo e judicial. O primeiro encomenda-se às Cortes Gerais, o segundo ao Governo da Nação e o terceiro aos tribunais de justiça.
Segundo a configuração derivada da constituição, as Cortes Gerais são um órgão complexo de natureza representativa, deliberante, inviolável e continua.

## Poderes e atribuições
As Cortes Gerais, enquanto representantes do povo espanhol, possuem uma série de poderes e atribuições que lhes são atribuídas pela constituição e que não se poderiam sediar legitimamente noutra instituição devido à sua própria natureza e à condição de Espanha como um Estado social e democrático.

### Poder legislativo
O poder legislativo consiste em elaborar e votar as leis. Tradicionalmente, a prática e o texto das diversas constituições deixaram sentado o princípio de que «a atribuição de fazer as leis reside nas Cortes com o rei». Dito princípio teve uma maior ou menor aplicação real em função da tendência conservadora ou progressista do momento, e na atualidade aparece completamente superado por Espanha se tratar de um Estado democrático, cuja forma política de governo é a monarquia parlamentar, e aonde o rei carece totalmente de atribuições para poder apresentar ou impedir propostas legislativas; outorgando-lhe a Carta Magna a prerrogativa, de índole simbólica, de «sancionar e promulgar as leis», que deverá efetuá-la ineludivelmente no prazo de quinze dias com a sua conseguinte e imediata publicação (artigo 91), conformando-se assim o ato sancionador como uma mera função nominal: a sanção e promulgação real configura-se não como um poder, mas como um ato complementar e de cumprimento obrigatório, no qual o monarca não pode opor-se. Assim a sanção real é uma fórmula certificante de que a lei foi aprovada pelo órgão legislativo.
A constituição confere todo o poder legislativo às Cortes Gerais; este poder compreende as faculdades de elaborar e aprovar as leis e de modificá-las ou derrogá-las por meio de outras leis. As Câmaras das Cortes Gerais exercem este poder de forma conjunta, processando e votando sucessivamente as proposições de lei que elabore qualquer delas e processando e votando primeiro o Congresso dos Deputados e de seguida o Senado os projetos de lei que remeta para o Governo. No caso de que o senado apresente emendas ao projeto de lei, o Congresso dos Deputados aprovará ou rejeitará todas ou somente algumas por maioria simples, e se o Senado por maioria absoluta veta um projeto ou proposição de lei, este é devolvido à câmara baixa, que o pode ratificar por maioria absoluta ou pode esperar dois meses e aprová-lo por maioria simples.
O poder legislativo tem um único limite: o marco constitucional. Em virtude do princípio da hierarquia normativa, as leis não podem resultar contrárias à letra ou ao espírito da Constituição, e em tal caso o Tribunal Constitucional poderá declarar a sua nulidade. Não obstante, é importante assinalar que as leis gozam de presunção de constitucionalidade enquanto o Tribunal Constitucional não declare o contrário e que a validez das leis, uma vez aprovadas pelas Cortes Gerais e sancionadas pelo rei, não pode ser questionada nem combatida nos tribunais ordinários.
A elaboração e aprovação das leis tem lugar no interior de cada câmara segundo o estabelecido no seu respetivo regulamento, porém dado o tipo de configuração de bicameralismo imperfeito fica claramente estabelecida a superioridade do Congresso dos Deputados sobre o senado no processo de formação da vontade legislativa das Cortes Gerais.
Ambas as câmaras têm a iniciativa das leis, mas o senado deve remeter ao Congresso dos Deputados para o seu processamento os projetos de lei que tome em consideração, pelo que fica como câmara de segunda leitura; pode emendar ou vetar os projetos de lei aprovados pelo Congresso, mas este pode levantar o veto ou rejeitar as emendas por maioria absoluta, ou ainda por maioria simples uma vez decorridos dois meses.
As leis aprovadas pelas Cortes Gerais não são eficazes até que recebam a sanção real e a promulgação por ordem do rei, que ademais decreta a sua imediata publicação; esta sanção e promulgação é, como os demais atos do rei, um ato obrigatório sobre o qual o chefe de Estado não pode deliberar nem decidir, e que portanto requere referendo; pelo que fica excluído um possível direito do rei a vetar um projeto de lei, salvo na situação teórica em que se pretendesse a sanção de uma lei que, de forma flagrante e conhecida, não haja sido ratificada favoravelmente pelas Cortes Gerais.

### Atribuições de controlo da ação política do Governo
Um regime parlamentar caracteriza-se, juntamente com a divisão de poderes, pela manutenção de uma série de mecanismos que assegurem a comunicação entre o poder legislativo e o poder executivo. Este objeto se cumpre mediante a habilitação do legislativo para controlar a ação política do Governo, obrigando-o a contar com a confiança das cortes para continuar desenvolvendo a sua atividade. Na constituição, o título V refere as relações existentes entre o Governo e as Cortes Gerais, estabelecendo o artigo 108 que o Governo responde solidariamente da sua gestão política ante o Congresso dos Deputados.
Ambas as câmaras impulsam e controlam a ação do governo mediante perguntas e interpelações e dirigem a sua ação num determinado sentido mediante resoluções e proposições não de Lei, às quais o Governo deve sujeitar-se em virtude do princípio de responsabilidade do executivo ante o legislativo (princípio parlamentar).

##### Perguntas, interpelações e moções
A pergunta constitui um elemento relevante de controlo e de informação. Surgiu na Inglaterra e consiste em solicitar aclarações ao governo para saber se um facto é certo, se uma informação chegou ao executivo, ou se é exata, se o governo adotou ou vai a adotar medidas em ordem a determinadas questões.
As interpelações constituem o meio normal, mais amplo e enérgico de fiscalização. As interpelações são de origem francesa e diferem das perguntas conquanto a petição de aclarações se refere especificamente à conduta ou intenções de um ministro ou de todo o gabinete e vão destinadas a determinar um debate sobre a orientação política seguida. Diferencia-se da pergunta por dois aspetos: a interpelação implica uma crítica à conduta tanto por ação como por omissão do Governo ou dos seus membros. Também difere em relação ao seu procedimento, a interpelação pode dar lugar a uma moção, que se submete a votação e ao ser aprovada, obriga o Governo a atuar de acordo com o texto aprovado. A pergunta tem um alcance muito mais limitado.

##### Comissões de investigação
As cortes gerais exercem faculdades de índole política como a constituição de comissões de investigação, a comparecência e o interrogatório de autoridades e particulares sobre assuntos de interesse geral e a aprovação de resoluções não legislativas.
As comissões de investigação ou pesquisa configuram-se como uma lógica consequência da atividade fiscalizadora ou de controlo das cortes. O seu objetivo é recolher a informação necessária sobre qualquer assunto de interesse público que possa servir, para uma posterior resolução das Cortes ou para exigir responsabilidades ao ministro correspondente.
A constituição reconhece a ambas as câmaras o direito de nomear, conjunta ou separadamente, comissões de investigação sobre qualquer assunto de interesse público. As conclusões das ditas comissões não são vinculantes para os tribunais, nem afetam as resoluções judiciais, sem prejuízo de que o resultado da investigação seja comunicado ao Ministério Fiscal para o exercício, quando proceda, das ações oportunas. Não obstante, se reconhece a obrigatoriedade de comparecer a requerimento das câmaras e permite que a lei preveja sanções por não cumprir dita obrigação.

##### Questões de confiança e censura
O Congresso dos Deputados tem ademais encomendada a função de sustentar o Governo, expressando o outorgamento e a retirada da confiança das Cortes Gerais nele, o que leva a cabo mediante a votação de investidura do presidente do governo e mediante moções de censura e questões de confiança. A perda da confiança do Congresso dos Deputados obriga o Governo a apresentar a sua demissão ao rei.

### Atribuição tributária
Em virtude do princípio tradicional de que o rei só podia impor tributos com o consentimento das cortes, o constitucionalismo espanhol reservou sempre a estas a faculdade de impor contribuições e taxas sobre a nação. Nem o rei nem funcionário algum pode exigir o pagamento de contribuição que não haja sido votada e autorizada pelas Cortes Gerais.
As Cortes Gerais atualmente exercem esta atribuição através de leis especiais, em virtude das quais se taxam bens e direitos tão variados como o álcool, o tabaco, os hidrocarbonetos, o património das pessoas e as suas rendas e benefícios.

### Atribuição orçamental
Como continuação do princípio assinalado no parágrafo anterior, a atribuição orçamental das Cortes Gerais compreende a faculdade de realizar atribuições dos fundos do erário público e supõe a obrigação de qualquer outra autoridade ou funcionário público de contar com a sua autorização expressa para realizar gastos com encargo ao orçamento do Estado.
A única exceção a este princípio é o privilégio constitucional do rei de receber uma quantidade global dos Pressupostos Gerais do Estado, que por tanto não pode estar dividida em partes e não pode ser fiscalizada ou controlada, e à qual o rei tem o direito de distribuir como julgue mais oportuno.

### Atribuições em matéria de política internacional
Nesta matéria, as atribuições das cortes contêm-se nos artigos 93 e 94 da Constituição, que estabelecem a autorização mediante lei orgânica da celebração de tratados pelos que se atribua o exercício de competências derivadas da constituição a uma organização internacional. Também se estabelece a prévia autorização das Cortes Gerais para se obrigar por meio de tratados ou convénios internacionais em determinados casos.

### Outras
Por último tem atribuída uma intervenção limitada em relação à Coroa, devendo reunir-se ambas as Câmaras em sessão conjunta para receber, como parlamento da Nação, o juramento do rei e para proclama-lo, para receber o juramento do príncipe de Astúrias e dos regentes, para designar os integrantes da Regência no caso de que não haja pessoa alguma das chamadas a ela pela constituição, assim como para prover a sucessão no Trono em caso de que as linhas chamadas a ele pela constituição se extingam. Ademais, de estar facultadas para reconhecer a inabilitação do rei e poder proibir expressamente a celebração de matrimónio daquelas pessoas que tenham direito à sucessão no trono.

## Garantias constitucionais

### Garantias das Câmaras
Em garantia do livre exercício das suas funções, a constituição emprega uma fórmula que unicamente encontra paradoxo na pessoa do rei, ao declarar que «as Cortes Gerais são invioláveis». A inviolabilidade das Cortes Gerais não pode ser invadida nem interrompida por nenhuma autoridade ou particular, pelo que são juridicamente inatacáveis.
A Constituição garante a autonomia plena de ambas as Câmaras das Cortes Gerais, ao declarar que as mesmas «estabelecem os seus próprios Regulamentos, aprovam autonomamente os seus orçamentos e, de comum acordo, regulam o Estatuto do Pessoal das Cortes Gerais».
A garantia da autonomia das câmaras se completa com a proscrição de toda a intervenção exterior na vida parlamentar, ao reconhecer às câmaras o poder exclusivo de eleger os seus respetivos presidentes e os demais membros das suas Mesas e ao ditos presidentes em exercício, em nome das suas Câmaras correspondentes, todos os poderes administrativos e faculdades de polícia no interior das sua receptivas sedes.
Em relação à liberdade de funcionamento, a constituição prevê dois períodos ordinários de sessões para a reunião das câmaras: o primeiro, de setembro a dezembro; e o segundo, de fevereiro a junho. Também poderão reunir-se en sessões extraordinárias a petição do Governo, da Deputação Permanente ou da maioria absoluta dos membros de qualquer das câmaras.
Fora das reuniões regulamentarmente previstas em conformidade com a Constituição, as reuniões de parlamentares não vincularão as câmaras e não poderão exercer as suas funções nem ostentar os seus privilégios.

### Garantias de senadores e deputados
Para garantir a liberdade individual de ação dos membros das Cortes Gerais, a constituição estabelece que «ninguém poderá ser membro das duas câmaras simultaneamente, nem acumular a ficha de uma Assembleia de Comunidade Autónoma com a de Deputado ao Congresso», a fim de facilitar a dedicação mais completa possível às tarefas parlamentares por parte dos representantes do povo.
A garantia da dita liberdade individual continua com a proibição de que os membros das Cortes Gerais estejam ligados por mandato imperativo, isto é, podem opinar e votar livremente segundo o seu próprio critério mesmo quando resulte contrário aos desejos dos seus respetivos partidos políticos e dos eleitores.
Por último, dita garantia se completa com a inviolabilidade constitucional dos senadores e deputados pelas opiniões manifestadas no exercício das suas funções; com a imunidade processual que impede a sua detenção salvo caso de flagrante delito e a sua inculpação ou processamento sem prévia autorização da Câmara respetiva; com o seu aforamento ante a Sala do Penal do Tribunal Supremo; e com o reconhecimento do direito a receber um subsídio, que será fixado pela respetiva câmara.

## Composição das Câmaras

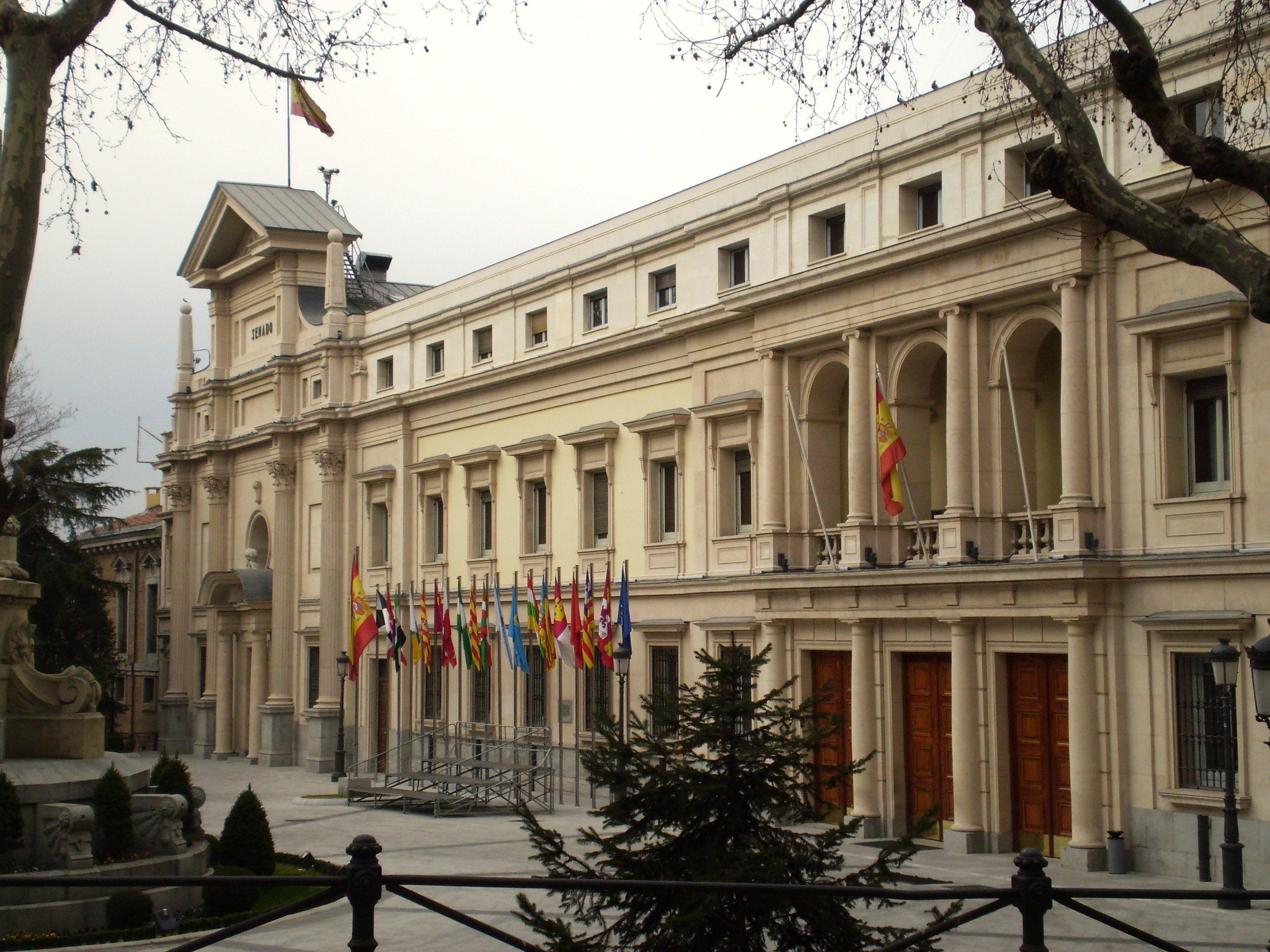
Fachada do Palácio do Senado, Madrid.

### Senado
O Senado é a câmara de representação territorial, na qual se combina a representação das comunidades autónomas e das províncias.
Cada comunidade autónoma designa um senador e mais outro por cada milhão de habitantes do seu respetivo território, correspondendo a designação à assembleia legislativa ou ao órgão colegiado superior da comunidade autónoma, segundo o estabelecido no respetivo estatuto de autonomia.
Em cada província elegem-se quatro senadores por sufrágio universal, livre, igual, direto e secreto pelos votantes de cada uma delas, segundo a lei eleitoral; nas províncias insulares, cada ilha ou agrupamento delas, com Cabildo ou Conselho Insular, constitui uma circunscrição para efeitos de eleição de senadores, correspondendo três a cada uma das ilhas maiores — Grã Canária e Tenerife, nas Canárias, e Maiorca, nas Ilhas Baleares— e um a cada um das seguintes ilhas ou agrupamentos: Ibiza-Formentera e Menorca, nas Ilhas Baleares, e Ferro, Forteventura, Gomeira, La Palma e Lançarote, nas Canárias; as cidades autónomas de Ceuta e Melilha elegem cada uma delas dois senadores.
O senado é eleito por quatro anos, de maneira que o mandato dos senadores termina quatro anos depois da sua eleição ou no dia da dissolução da câmara.

### Congresso dos Deputados

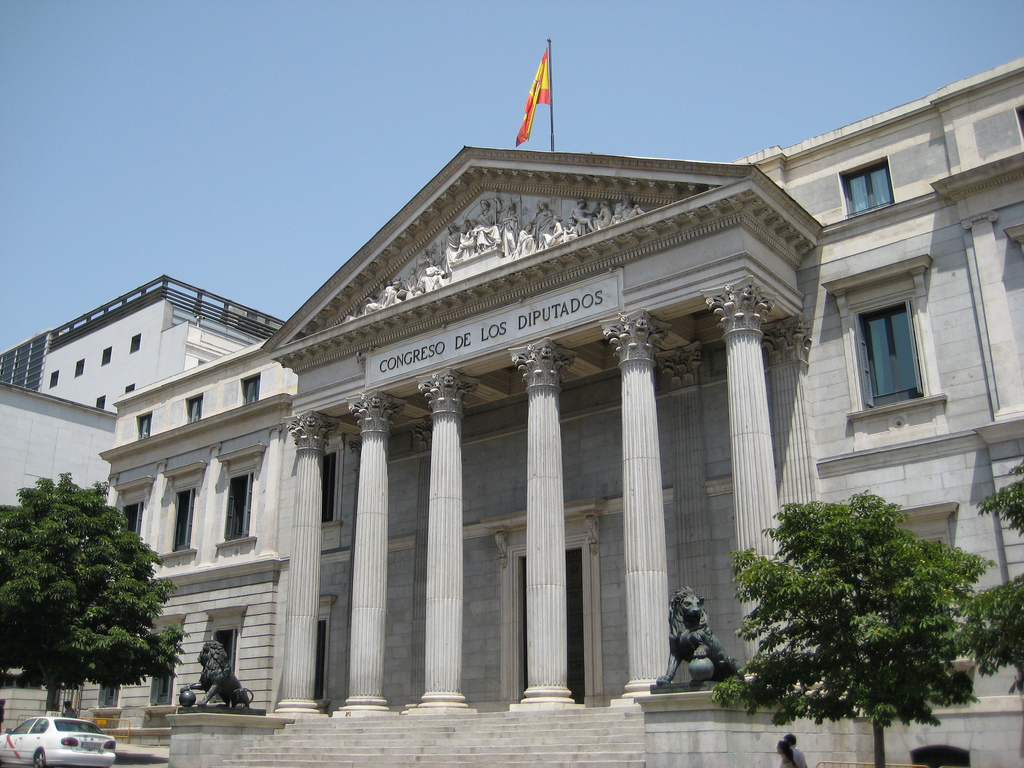
Fachada do Congresso dos Deputados, Madrid

O congresso compõe-se de um mínimo de 300 e um máximo de 400 deputados — atualmente 350 —, eleitos por sufrágio universal, livre, igual, direto e secreto, nos términos que estabeleça a lei. São eleitores e elegíveis todos os espanhóis que estejam em pleno uso dos seus direitos políticos.
Para efeitos da eleição de deputados, a circunscrição eleitoral é a província. A lei orgânica do Regime Eleitoral Geral distribui o número total de deputados, atribuindo uma representação mínima inicial de dois deputados para cada circunscrição, um para Ceuta e um para Melilha, e distribuindo os demais em proporção à população.
A eleição verifica-se em cada circunscrição atendendo a critérios de representação proporcional, seguindo o sistema D'Hondt que permite evitar fracionamentos inconvenientes para a estabilidade da câmara. Este método tem uma contrapartida negativa: prejudica aos partidos minoritários — na circunscrição em que o sejam —, cria o conceito de «voto útil», que pode condicionar o voto dos cidadãos, e favorece o bipartidarismo.
O congresso é eleito por quatro anos, de maneira que o mandato dos deputados termina quatro anos depois da sua eleição ou no dia da dissolução da câmara.

## Funcionamento

### Regime
A regulação fundamental do funcionamento das Cortes Gerais encontra-se na Constituição e nos regulamentos de cada uma das câmaras.

### Tempo
A legislatura é o tempo normal da vida de cada Câmara, cuja duração é de quatro anos, salvo em caso de dissolução antecipada.
O período de sessões é cada uma das etapas de trabalho dentro de cada legislatura. Se salienta que as Câmaras reunir-se-ão anualmente em dois períodos ordinários de sessões, um de setembro a dezembro e outro de fevereiro a junho.

### Lugar
De acordo com a constituição, que estabelece Madrid como capital, a sede das Cortes Gerais é na dita cidade, tanto para o Congresso como para o Senado. Ambos os locais gozam do privilégio de inviolabilidade do artigo 66.3 da constituição.

### Pleno e comissões
O funcionamento das câmaras tem lugar no pleno e em comissões, com as limitações estabelecidas na Constituição — por exemplo, nos casos de leis orgânicas e tratados internacionais —. O pleno é a reunião de todos os membros de uma câmara, sob a presidência da sua respetiva mesa; as comissões são cada uma das secções operativas em que se dividem os deputados ou senadores, sob a direção de uma mesa própria.

### Dissolução
- Por causa das suas relações com o governo. O presidente do governo, prévia deliberação do Conselho de Ministros, poderá propor a dissolução das cortes, que será decretada pelo rei.
- Por exigências constitucionais:
  - Expiração do prazo da legislatura, de quatro anos, no qual as cortes ficarão dissolvidas e deverá proceder-se imediatamente à convocatória de eleições gerais;
  - Quando se propõe a revisão total da constituição ou uma reforma parcial das previstas no artigo 168 da Constituição, proceder-se-á à aprovação por maioria de dois terços de cada câmara e à dissolução imediata das cortes.
- Por outras causas especiais.

As Cortes Gerais exercem todos os seus poderes e atribuições através da elaboração e aprovação das Leis, mediante a proposição das nomeações dos titulares de determinados órgãos do Estado ao rei e de outras formas.
Em relação às competências relacionadas com a Coroa, como a autorização para declarar a guerra e fazer a paz ou a proclamação do rei ante as Cortes Gerais, as câmaras reúnem-se em sessão conjunta baixo a presidência do presidente do Congresso dos Deputados.
Determinadas decisões de especial transcendência mas de caráter não legislativo, como a apreciação da necessidade de que o Estado harmonize disposições diversas das comunidades autónomas sobre uma matéria determinada, são tomadas por maioria de cada uma das câmaras; a Constituição distribui a iniciativa nestes casos de forma desigual, a favor do Senado na maioria dos casos, mas ordena que as discrepâncias sejam resolvidas por uma comissão mista composta por igual número de senadores e deputados, mas se a proposta elaborada por ela não conduz ao acordo de ambas as câmaras a decisão final corresponde ao congresso por maioria absoluta.